# Rio Carnaúba
O rio Carnaúba é um curso de água que banha o estado da Paraíba, Brasil.